# Urbán József
Urbán József (Budapest, 1964 – ) magyar piarista szerzetes, pap, tanár, tartományfőnök.

## Életpályája
Érettségi után, 1982-ben jelentkezett a piarista rendbe, ahol 1991-ben tett örök-fogadalmat, majd egy év múlva pappá szentelték. Teológiai tanulmányait a rendtartomány Kalazantinum hittudományi főiskoláján kezdte el, majd a Pázmány Péter Katolikus Egyetem Hittudományi Karán fejezte be licenciátusi fokozattal 1993-ban. Ezzel párhuzamosan elvégezte az angol tanári szakot az Eötvös Loránd Tudományegyetem Bölcsészettudományi Karán, 2008-ban pedig a Semmelweis Egyetem Menthálhigiénés Intézete által szervezett posztgraduális kurzusán szerzett lelkigondozói diplomát.
1993-tól tíz éven át tanított az akkor újonnan induló szegedi piarista gimnáziumban, amelynek 1998-tól igazgatója is volt. 2003-tól 2011-ig a Piarista Rend Magyar Tartományának provinciálisa, majd egy éven át az egyszerű fogadalmas szerzetesek magisztere volt Budapesten. 2012. augusztus 15-től a budapesti Piarista Gimnáziumot vezette igazgatóként. 2015 tavaszán a társadalmi felelősségvállalásról híres piarista közösségek és iskolák szemléletformáló átalakítása érdekében végzett munkája elismeréseként a Magyar Érdemrend lovagkeresztje polgári tagozat kitüntetésben részesült.
2015 nyarán a piarista rend Esztergomban tartott egyetemes káptalanja az ázsiai cirkumskripcióért felelős generálisi asszisztensnek választotta. E tisztsége megtartásával, a Szentszéktől kapott külön engedéllyel, 2019. április 10-én a Generálisi Kongregáció az indiai viceprovincia vezetőjévé (viceprovinciálisává) is kinevezte.